# Zilda Ulbrich Schützer
Zilda Ulbrich Schützer, detta Coca (25 agosto 1927 – 24 ottobre 2014), è stata una cestista e pallavolista brasiliana.

## Carriera

### Pallacanestro
Con il Brasile ha disputato i Campionati del mondo del 1953, due edizioni dei Giochi panamericani (Città del Messico 1955 e Chicago 1959) e cinque edizioni dei Campionati sudamericani (1946, 1950, 1952, 1954, 1958).